# Рауш, Мелисса
Мели́сса Рауш (англ. Melissa Rauch, /raʊʃ/; 23 июня 1980, Мальборо, Нью-Джерси, США) — актриса, комедиантка, сценаристка, продюсер и режиссёр. Известна по роли Бернадетт Ростенковски в ситкоме «Теория Большого взрыва» (2009—2019).

## Ранние годы
Мелисса Рауш родилась в еврейской семье в Мальборо (штат Нью-Джерси, США). Выпускница Мэримаунт Колледжа Манхэттена по специальности «Актёрское дело».

## Карьера
В период обучения Мелисса была известной комедийной актрисой на Манхэттене. Выступала в шоу «Мисс Образование Дженны Буш» (англ. The Miss Education of Jenna Bush) в Нью-Йорке, в котором играла роль дочери бывшего президента США.
В 2009 году Мелисса появилась в ситкоме «Теория Большого взрыва», в котором она сыграла роль Бернадетт Ростенковски. С начала четвёртого сезона сериала (2010 год) стала появляться регулярно.
Мелисса Рауш была участницей телешоу Best Week Ever на канале VH1. Кроме того, Мелисса приняла участие в американском ремейке австралийского телешоу Kath & Kim. Также появлялась в проектах «Офис», «Wright v Wrong», «Грязные мокрые деньги», «Настоящая кровь» и в фильме «Люблю тебя, чувак».
В настоящее время Мелисса снимается в шоу «The Realest Real Housewives» вместе с такими актёрами, как Кейси Уилсон, Джун Дайан Рафаэль, Джессика Сент-Клэр и Даниэль Шнайдер. Шоу выходит раз в месяц в театре импровизаций «Upright Citizens Brigade Theater» с января 2011.
В 2015 году вышел фильм «Бронза» с её участием, где она сыграла гимнастку.

## Личная жизнь
С 10 октября 2009 года Рауш замужем за сценаристом Уинстоном Раушем (при рождении Байгель). У супругов есть двое детей — дочь Сейди Рауш (род. в декабре 2017) и сын Брукс Рауш (род. в мае 2020).

## Избранная фильмография
| Год       |    | Русское название                          | Оригинальное название            | Роль                                       |
| --------- | -- | ----------------------------------------- | -------------------------------- | ------------------------------------------ |
| 2009      | ф  | Люблю тебя, чувак                         | I Love You, Man                  | бегущая трусцой женщина, кричащая на Сидни |
| 2009—2019 | с  | Теория Большого взрыва                    | The Big Bang Theory              | Доктор Бернадетт Ростенковски-Воловиц      |
|           | с  |                                           | Оригинальное название неизвестно |                                            |
| 2010      | с  | Настоящая кровь                           | True Blood                       | Саммер                                     |
| 2015      | мс | София Прекрасная                          | Sofia the First                  | Тиззи                                      |
| 2016      | мф | Ледниковый период: Столкновение неизбежно | Ice Age: Collision Course        | Франсин                                    |
| 2017      | мс | Вспыш и чудо-машинки                      | Blaze and the Monster Machines   | Вор Света                                  |
| 2017      | мс | Звёздная принцесса и силы зла             | Star vs. the Forces of Evil      | Малыш                                      |
| 2017      | мф | Бэтмен и Харли Квинн                      | Batman and Harley Quinn          | Харли Квинн                                |
| 2019      | с  | Чёрный понедельник                        | Black Monday                     | Шира                                       |